# Missverständnis
Missverständnis ist im Sender-Empfänger-Modell eine Störung der Kommunikation, bei der ein deutlicher Unterschied zwischen dem vom Sender Gemeinten und dem vom Empfänger Verstandenen besteht. Missverständnisse treten beispielsweise in Gesprächen zwischen Laien und Experten auf, wenn sie sich zwar derselben Wörter bedienen, die aber in Umgangssprache und Fachsprache verschiedene Bedeutung haben und daher unterschiedlich begriffen werden.

## Allgemeines
Das Wort Missverständnis besteht aus dem Konfix „miss…“ und dem Wortfeld „verstehen“. „Miss…“ bedeutet „verschiedenartig“, „verkehrt“ oder „schlecht“. Ein Wortfeld mit diesem Konfix erhält ein negatives Merkmal, drückt jedoch keine totale Negation aus (diese wäre „nicht verstehen“). Das Wort „verstehen“ gibt es auf fünf Ebenen:
- Der Empfänger hat die Nachricht akustisch richtig wahrgenommen.
- Der Empfänger fasst einen Sachverhalt so auf, wie er vom Sender auch gemeint war.
- Sender und Empfänger sind gleicher Meinung.
- Für jemanden oder eine Situation Verständnis haben.
- Durch Übung Gelerntes („sich auf etwas verstehen“).

Für die Zwecke des Missverständnisses kommen nur die ersten drei Aspekte in Frage.
Unaufgeklärte Missverständnisse können Konflikte auslösen; das gilt für persönliche Konflikte zwischen mindestens zwei Personen bis hin zu internationalen politischen Konflikten zwischen Regierungen. Deshalb ist es von Bedeutung, die Entstehung und Wirkung von Missverständnissen wissenschaftlich zu untersuchen. Hiermit befasst sich die Kommunikationswissenschaft. Für sie ist das Missverständnis ein Verzerrungswinkel zwischen Sender und Empfänger. Sender ist der Sprecher (oder Verfasser), Empfänger ist der Zuhörer (oder Leser) des Gesagten (Geschriebenen). Ein solcher Verzerrungswinkel entsteht, wenn zwischen dem, was der Sender sagen möchte und dem, wie es beim Empfänger ankommt, ein Unterschied (Differenzwert) besteht. Der Empfänger interpretiert nicht nur das Gehörte, sondern auch die nonverbalen Aspekte und verbindet dieses Gemisch aus Verbalem und Nonverbalem mit eigenen Einstellungen und Erfahrungen. Je größer das Missverständnis, umso größer ist der Verzerrungswinkel. Nach einem Grundsatz der Rhetorik ist es gleichgültig, was jemand sagt, entscheidend ist vielmehr, wie es beim Adressaten ankommt.

## Abgrenzungen
Kennzeichnend für Missverständnisse ist, dass sie erst dann bemerkt werden, wenn sie schon geschehen sind. Dies ergibt sich aus der Abfolge von Senden, Empfangen und Interpretieren. Doch wird nicht jedes Missverständnis bemerkt; ein Mensch wird nie in der Lage sein, die Intention eines jeden Satzes vollständig zu verstehen, da Terme für unterschiedliche Sprecher unterschiedliche Bedeutungen haben können. Dennoch ist der Mensch kontinuierlich darauf angewiesen, auf das Verstehen der Intention zu vertrauen. Dieses Vertrauen kann aber eine Fehlinterpretation verursachen: Eine noch ungesicherte Annahme wird zu hoch bewertet und als gesichertes Wissen gesehen – ein Missverständnis.
Stimmen in der Literatur wollen das Missverständnis von Nichtverstehen, Missinterpretation und Missverstehen als weitere Resultate nicht erfolgreicher Kommunikation abgrenzen. Danach gibt es keine 100%ige Übereinstimmung von Gemeintem und Verstandenem. Missverstehen spiegele Verstehen vor, und die Kommunikationspartner gehen solange von gegenseitigem Verständnis aus, bis mindestens einer ein Missverständnis identifiziert hat.

### Missverständnis versus Unverständnis
Unverständnis kann mit einem Missverständnis einhergehen und dessen Ursache oder Folge sein, aber auch davon unabhängig – und von einem unmittelbaren kommunikativen Akt losgelöster – als grundlegendes Nichtverstehen oder Ablehnung bzw. mangelnde Zustimmung auftreten. 
Während ein Missverständnis eher als Fehler oder Störung in der Kommunikation zu sehen ist, bezieht sich Unverständnis in der Regel eher auf die Haltung einer einzelnen Person.

### Missverständnis versus Missverstehen
Ein Missverständnis ist nicht mit dem Missverstehen gleichzusetzen. Das Missverstehen hat seine Ursache in fehlerhaftem akustischen Verstehen, oder es basiert auf einer inkorrekten Ausdrucksweise.

### Missverständnis versus Irrtum
Während ein Missverständnis dadurch zustande kommt, dass man etwas anders versteht, als es gemeint war, handelt es sich bei einem Irrtum im engeren Sinne um das Auseinanderfallen von Wille und tatsächlicher Erklärung; die eigentliche Einheit der Willenserklärung besteht dann nicht. Es besteht vielmehr ein Widerspruch zwischen dem Inhalt einer Erklärung und der Aufnahme dieser Erklärung durch den Vertragspartner.

## Entstehung von Missverständnissen
Ein Missverständnis kann nur auftauchen, wenn Referenzprobleme, etwa Verlesen oder Verhören, die Ursache für einen gestörten Verständnisprozess sind. Ein Missverständnis entsteht somit, wenn ein thematisches oder akustisches Verständigungsproblem vorliegt. Das akustische Verständigungsproblem wird nachfolgend nicht weiter thematisiert. 
Das Missverständnis beginnt bereits beim Sender. Dieser kann gewollt oder ungewollt fehlerhaft formulieren, so dass das von ihm eigentlich Gemeinte nicht mehr zum Ausdruck kommt, und die fehlerhafte Formulierung vom Empfänger richtig interpretiert wird. Der Sender meint etwas, sagt jedoch etwas ganz anderes, der Empfänger versteht das Gesagte richtig. Die zweite Gruppe von Missverständnissen liegt beim Empfänger. Das vom Sender richtig Gesagte wird vom Empfänger zwar gehört, er versteht jedoch etwas ganz anderes. So kann eine richtige Formulierung des Senders durch fehlerhafte Interpretation des Empfängers zu Missverständnissen führen. Aus dieser Kette können folgende Grundstörungen abgeleitet werden:
- Gemeint ist nicht gesagt,
- gesagt ist nicht verstanden,
- verstanden ist nicht einverstanden.

## Arten von Missverständnissen
Zwar liegt beim Sender meist keine böse Absicht vor, doch können Missverständnisse in verbaler und/oder non-verbaler Kommunikation liegen. Die nonverbale Kommunikation dient in den Fällen des Missverständnisses der Unterstützung der verbalen Kommunikation. Misslingt dies, kann hierin eine Ursache für Missverständnisse liegen. Um Missverständnisse zu vermeiden, muss der Sender auch für Synchronität zwischen seiner verbalen und non-verbalen Kommunikation sorgen.

### Verbale Missverständnisse
Sie entstehen durch die vom Sender verwendete Sprache, um mit ihrer Hilfe dem Empfänger bestimmte Nachrichten zu übermitteln. Verbale Kommunikation ist bei der Sprache die Hauptquelle der Kommunikation. Doch können insbesondere doppeldeutige Worte und Begriffe, aber auch deren Einbettung in unterschiedlich auslegbare Sätze und Formulierungen zu Missverständnissen führen. Doppeldeutige Aussagen können möglicherweise dann vom Empfänger nicht mit Hilfe des Kontexts zu eindeutigen Aussagen decodiert werden. Das Skript des Gemeinten wird vom Empfänger anders ausgelegt (decodiert) als es vom Sender beabsichtigt war. 

### Nonverbale Missverständnisse
Bei ihnen spielt die Sprache eine allenfalls sekundäre Rolle, in erster Linie zählt die nonverbale Kommunikation in Form der Mimik und Gestik (zusammengefasst als Kinesik). In einem einheitlichen Kulturkreis dient die Kinesik zur Unterstützung der verbalen Kommunikation, da bestimmte Mimik und Gestik einheitlich interpretiert wird. Wer mit verschränkten Armen redet, sendet damit die Botschaft fehlender Offenheit oder Skepsis aus, obwohl es für ihn lediglich eine bequeme Haltung bedeuten sollte. Der Empfänger wertet nicht nur die verbale Kommunikation aus, sondern auch die nonverbalen Botschaften, die das Gesagte entweder bestärken oder aber widerlegen können.

## Ausräumen von Missverständnissen
Der Empfänger muss die Nachricht des Senders zunächst einmal akustisch richtig wahrnehmen. Hierzu bedarf es zunächst der Aufmerksamkeit und des Interesses. Zudem darf keine Asynchronität zwischen der verbalen und non-verbalen Kommunikation entstehen. 
Ein Missverständnis kann man nur ausräumen, wenn mindestens einem Beteiligten bewusst wird, dass ein Missverständnis vorliegt. Mit einem vom Empfänger ausgehenden verbalen/nonverbalen Feedback kann dem Sender die Gelegenheit gegeben werden, etwaige Missverständnisse auszuräumen. Ein nonverbales Feed-back kann bereits vom Empfänger durch zweifelnde oder ablehnende Kinesik (Kopfschütteln) erzeugt werden. Das verbale Feed-back des Empfängers besteht in der sprachlichen Zusammenfassung der wesentlichen Inhalte der Nachricht des Senders oder aus Rückfragen (siehe Paraphrasierung, Verständigung). Wird ein Missverständnis von allen Beteiligten nicht erkannt oder erkannt und nicht beseitigt, kann dies mindestens zu fehlerhaften Eindrücken, schlimmstenfalls zu falschen Entscheidungen mit rechtlichen Konsequenzen führen. 

## Recht
Der größte Teil von alltäglich vorkommenden Missverständnissen kann zwar zu Konflikten beitragen, ist jedoch rechtlich ohne Belang. Einige Missverständnisse indes können von rechtlicher Bedeutung sein.
Im Zivilrecht ist ein Irrtum folgenreich, so dass hier eine eigene „Irrtumslehre“ entwickelt worden ist (siehe auch Vertrag). Ein Vertrag gilt nach § 155 BGB als nicht geschlossen, obwohl die Vertragsparteien dies meinten, sie sich in Wirklichkeit aber nicht geeinigt haben, sofern nicht anzunehmen ist, dass sie den Vertrag auch im Bewusstsein des Dissenses geschlossen hätten. Der Erklärende hat ein Interesse, dass der mit seiner Erklärung verfolgte Wille für die Auslegung durch den Empfänger maßgeblich ist, selbst wenn dieser Wille in der Erklärung nur unzureichend zum Ausdruck gekommen ist; der Empfänger dagegen will die Erklärung so gelten lassen, wie er sie verstanden hat. Dieses Interesse des Erklärenden wird durch § 133 BGB geschützt, wonach bei der Auslegung einer Willenserklärung der wirkliche Wille zu erforschen und nicht am buchstäblichen Sinne eines Ausdrucks zu haften ist. Der Erklärungsempfänger muss also immer versuchen, den wahren Willen des Erklärenden zu erforschen und dazu auch den Kontext der Erklärung heranziehen. Dabei stehen sich bei der Auslegung empfangsbedürftiger Willenserklärungen zwei unter Umständen entgegengesetzte Interessen gegenüber: Falls die Erklärung missverständlich, sprachlich unrichtig oder auch nur ungenau ist, dann gilt dennoch das vom Erklärenden Gewollte, wenn sich aus dem Kontext der Situation (vorangegangene Gespräche) eindeutig ergibt, was er erklären wollte und/oder wenn der Empfänger die Erklärung in dem vom Erklärenden gemeinten Sinn verstanden hat. 
Bei der Auslegung kommt es nicht nur auf den wahren Willen des Erklärenden, sondern darauf an, wie dieser Wille vom Empfänger nach Treu und Glauben und der Verkehrssitte aufgefasst werden musste. Insgesamt stellen die §§ 133, § 157 BGB bei der Auslegung empfangsbedürftiger Willenserklärungen somit weder einseitig darauf ab, was der Erklärende wirklich gewollt hat, noch darauf, was der Empfänger tatsächlich verstanden hat. Vielmehr gehen sie davon aus, wie der Empfänger eine Erklärung nach Treu und Glauben und der Verkehrssitte hätte verstehen müssen. Man nennt diese Auslegungsmethode auch die „Auslegung nach dem Empfängerhorizont auf objektiver Grundlage“ oder so genannte normative Auslegung.

## Folgeketten von Missverständnissen
Viele Missverständnisse werden oft nicht einmal bemerkt – und wenn, dann werden sie als unwichtig abgetan. Jedoch ist es schwierig zu unterscheiden, ob dies in der gegebenen Situation ein Fehler ist oder nicht.
Am Beispiel des Stille-Post-Spielens lassen sich Folgeketten von Missverständnissen treffend beschreiben. Bei der Weitergabe von Nachrichten wird die ursprüngliche Meldung verfälscht. Missverständnisse werden hier nicht vereitelt. Die Rückfrage entfällt, das Verstandene wird unter hinzufügen der eigenen Interpretation weitergegeben. Folgeketten von Missverständnissen müssen jedoch – wie beim Stille-Post-Spiel – nicht unbedingt über mehrere Empfänger/Sender gehen. Für fatale Konsequenzen aus Folgeketten von Missverständnissen reicht aus, wenn zwei Sender/Empfänger sich gegenseitig wiederholt missverstehen und auf diesen Missverständnissen ihre weitere Kommunikation aufbauen.

## Missverständnisse in Volkserzählungen
Das Missverständnis ist ein bestimmender Teil etlicher Erzählungen; die volkskundliche Erzählforschung differenziert zwischen drei Arten: dem falschen Verstehen von Worten, der falschen Auffassung einer gemeinten Aussage und dem gegenseitigen Nichtverstehen aufgrund unterschiedlicher Ansichten. Dabei handelt es sich jeweils entweder um ein akustisches Problem (z. B. bei Schwerhörigen) oder um ein sprachliches (z. B. im Falle einer Fremdsprache) oder um ein semantisches (z. B. durch das Wörtlichnehmen einer Redensart) oder um ein provoziertes (z. B. aufgrund von Täuschung mithilfe eines Homonyms) oder um ein kulturelles (z. B. im Zuge einer eingeschränkten Wahrnehmung der Realität). Ernste Missverständnisse enden oft tragisch und sind daher Bestandteil von Sagen. Zum Lachen anregende Missverständnisse werden hingegen in Schwänken und Witzen thematisiert.

## International
Die französische Sprache kennt das Missverständnis als malentendu, im Englischen ist vom misunderstanding die Rede. Ein interkulturelles Missverständnis liegt vor, wenn mindestens ein Gesprächspartner die Sprache, den Code, die Konventionen, Einstellungen oder Verhaltensformen, die für die Kultur des anderen typisch sind, nicht oder falsch versteht. Der menschlichen Sprache fehlt die Verlässlichkeit, weil codierte in decodierte Informationen nicht immer übereinstimmen und Kinesik und Tonfall die Decodierung erschweren können. Hinzu kommt, dass manche Mimik/Gestik in anderen Kulturen andere Bedeutung besitzt und bereits deshalb vom Empfänger missverstanden werden kann.